# سایک زد-۱۰
سایک زد-۱۰ (به انگلیسی: CAIC Z-10) یک بالگرد جنگی ساخت چین است که پروژه ساخت آن از اواسط دهه ۹۰ میلادی شروع شد. اولین پرواز آن در سال ۲۰۰۳ انجام شد و اولین بالگرد جنگی ساخت چین عنوان گرفت.

## وظایف و دلایل ساخت
نبود یک بالگرد بومی در ارتش چین مشکلات زیادی را برای این نیرو به وجود میاورد به دلیل تحریم‌های نظامی در شرایط جنگی باعث کمبود قطعات و نبود یک بالگرد در عرصه مبارزه با تانک‌ها و خودروهای نظامی و پیاده‌نظام بسیار چشمگیر بود پس به این دلیل‌های ارتش چین به دنبال این پروژه سنگین رفت.

## مشخصات
بسیاری این بالگرد رو مشابه دنل رویوالک ساخت آفریقای جنوبی و اگوستا ۱۲۹ ساخت ایتالیا می‌دانند و شایعات همکاری این دو کشور در ساخت این بالگرد در چین را تقویت می‌کند
مشخصات عمومی:
1. تعداد سرنشینان: دو نفر
2. وزن بدون بار: ۵۵۴۰ کیلوگرم
3. حداکثر وزن همراه با بار: ۷۰۰۰ کیلوگرم
4. حداکثر وزن برخاستن از زمین: ۸۰۰۰ کیلوگرم
5. حداکثر سرعت: ۳۰۰ کیلومتر بر ساعت
6. سرعت کروز: ۲۷۰ کیلومتر بر ساعت
7. برد پیمایشی : ۸۰۰ کیلومتر